# Filip De Man
Filip De Man (Roeselare, 11 novembre 1955) è un politico e giornalista belga fiammingo.
È laureato in lettere e filosofia e vive a Vilvoorde. È il figlio dell'avvocato e autore Jos De Man e fratello dell'attrice Brigitte De Man.

## Carriera politica
Nel 1991 è diventato membro della Camera dei deputati belga per il Vlaams Belang (l'ex Vlaams Blok). Nel suo partito appartiene al gruppo più di destra, con una ferma presa di posizione anti-immigrati. Ha detto che un musulmano non può essere un democratico. Alla Camera dei deputati è contrario alla naturalizzazione di centinaia di migliaia di stranieri e alla legalizzazione occulta dei clandestini. Per quanto riguarda le figure di criminalità, invoca un'onesta educazione dei cittadini. In qualità di sostenitore della dura repressione dei criminali, sostiene l'effettiva esecuzione di pene detentive pronunciate, la pena di morte per assassini come Marc Dutroux e Aït Oud, l'espulsione di persone condannate con un background migratorio e la ricerca attiva di cellule terroristiche.
Per quanto riguarda l'energia e il clima, sostiene che le centrali nucleari di terza e quarta generazione, insieme all'economia dell'idrogeno, offrono una risposta sia al ricatto del petrolio da parte di regimi ostili e alle difficoltà di approvvigionamento energetico, sia comunque il riscaldamento globale non è inadatto (sebbene dubita che gli esseri umani siano i più importanti responsabili di questo riscaldamento).
Per quanto riguarda il rapporto tra le comunità in Belgio, ha assunto la posizione "buona amministrazione = amministrazione fiamminga" e ha sostenuto l'introduzione della subnazionalità a Bruxelles, con i residenti che possono votare per il sistema sociale e fiscale fiammingo. Secondo lui, questo dovrebbe portare a una posizione più forte nei negoziati finali sulla divisione del Belgio (Brussels Congress Book, 1999). Il suo punto di vista sull'Europa è confederale, con una forte enfasi sul principio di sussidiarietà e lo sviluppo della Fortezza Europa per prevenire l'immigrazione di massa dal sud.
Il 26 maggio 2019 è riuscito a entrare nel Parlamento europeo alle elezioni europee del 2019.

## Pubblicazioni
- 1999 De Zaak Demol, een commissaris geflikt (L’Affaire Demol : un poulet chez les ânes)
- 2003 De Eeuwige Strijd. Hellas, Rome en Europa in het juiste perspectief
- 2007 L’État PS. De Maffia aan de macht (L’État PS : la mafia au pouvoir), in collaborazione Frank Vanhecke
- 2007 De Eeuwige Strijd II. Europa : van Dageraad tot Avondland